# Alexei Iwanowitsch Sorokin

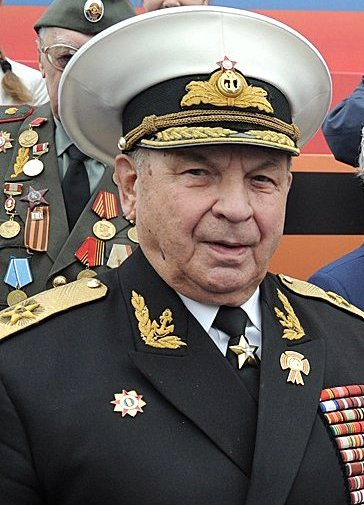
A.I. Sorokin, 9. Mai 2012

Alexei Iwanowitsch Sorokin (russisch Алексе́й Ива́нович Соро́кин; * 28. März 1922 in Kirillowka, Gouvernement Nischni Nowgorod, Russische SFSR; † 4. März 2020 in Moskau) war ein sowjetischer bzw. russischer Flottenadmiral.

## Leben
Sorokin stammt aus einer Bauernfamilie. Sein Vater, Iwan Dmitrijewitsch (1890–1933), war Erbbauer und Soldat des Ersten Welt- sowie des Russischen Bürgerkrieges. Seine Mutter, Alexandra Alexejewna (* 1893), arbeitete in der Periode der Kollektivierung in einem Kolchos und führte die Hauswirtschaft. Sorokin beendete 1939 die Mittelschule und begann anschließend eine Ausbildung zum Kraftfahrer. Bis zum Dezember 1941 arbeitete er als Fahrer eines Feuerwehrfahrzeugs.

### Zweiter Weltkrieg
Mit Beginn des Großen Vaterländischen Krieges meldete sich Sorokin freiwillig zur Roten Armee und wurde im September 1941 eingezogen, in ein Vorbereitungslager kommandiert und dort wenig später als Kommandeur einer Granatwerferausbildungsabteilung eingesetzt. 1943 kämpfte er im Rang eines Feldwebels als Kommandeur einer Granatwerferabteilung des 977. Schützenregiments der 270. Schützendivision an der Kalininer Front. Als der Komsomol-Organisator (Komsorg, russisch комсорг) des Schützenbataillons aus der Truppe schied, nahm Sorokin dessen Platz ein. Für das erfolgreiche Erfüllen einer anspruchsvollen Gefechtsaufgabe wurde er erstmals mit dem Orden des Roten Sterns ausgezeichnet. Gegen Ende des Jahres 1943 befahl man ihn in die Politabteilung der Division und schickte ihn zur Frontausbildung für Politoffiziere nach Kalinin. Nach Absolvieren der Ausbildung wurde Unterleutnant Sorokin Komsorg des 361. Schützenregiments der 270. Schützendivision.
In dieser Zeit trug er als Teil einer Aufklärungseinheit entscheidend zur Befreiung der Stadt Demidow bei. Durch einen Handstreich der Aufklärer wurde die Gefangennahme eines deutschen Soldaten hinter der Front ermöglicht, der wertvolle Informationen über die deutschen Stellungen lieferte. Für diese Aktion wurde Sorokin erneut der Orden des Roten Sterns verliehen. Im weiteren Kriegsverlauf nahm er an der Befreiung von Riga und Libau teil und kämpfte nach Kriegsende bis Ende Mai 1945 gegen in Wäldern versprengte deutsche Truppenteile.

### Nachkriegszeit
Oberleutnant Sorokin wurde zunächst als Gehilfe des Chefs der Politabteilung der 552. Fliegerabwehrartillerie-Brigade eingesetzt. Nach deren Auflösung schickte man ihn nach Baku als Sekretär der Kosomolorganisation des 1303. Fliegerabwehrartillerie-Regiments. Dort absolvierte er militär-politische Fernkurse, die er, nach der Reorganisation der Kurse, an der Militärpolitischen Lenin-Akademie in Moskau fortsetzte. Eine zufällige Begegnung an der Akademie mit Oberst Anatonow, seinem ehemaligen Kommandeur bei der 270. Schützendivision, verschaffte Sorokin eine Stelle als Politischer Mitarbeiter bei der Sowjetischen Seekriegsflotte. Vier Jahre später schloss er die Akademie als Korvettenkapitän ab und wurde in der Pazifikflotte stellvertretender Kommandeur und Politoffizier der Zerstörer Redki und Wdumtschiwy und des Kreuzers Kalinin. 1954 wurde der inzwischen zum Fregattenkapitän beförderte Sorokin stellvertretender Kommandeur der 174. Zerstörerbrigade und zwei Jahre später Stellvertreter des Chefs der Politabteilung der Marinebasis in Sowetskaja Gawan. Befördert zum Kapitän zur See, arbeitete er als Chef der Politabteilung der 9. U-Jagdschiff-Division und der Marinebasis Strelok. Nach 15-jähriger Dienstzeit in der Pazifikflotte wurde Sorokin zum Konteradmiral ernannt.
Vom 1. Februar bis zum 26. März 1966 unternahm die Sowjetische Marine mit den Atom-U-Booten K-116 und K-133 die erste getauchte transozeanische Fahrt über 25.000 Meilen von der Halbinsel Kola, durch die Drakestraße bis nach Kamtschatka. Für diese einmalige Leistung erhielt Sorokin, unter dessen Leitung die Fahrt durchgeführt wurde, die Medaille „Goldener Stern“.
Nach Moskau kommandiert, arbeitete er als Chef der Abteilung für Propaganda und Agitation und Stellvertreter sowie 1. Stellvertreter des Leiters der politischen Verwaltung der Sowjetischen Marine. Im Dezember 1973 wurde Vizeadmiral Sorokin Mitglied des Militärrates und Chef der Politischen Führung der Nordflotte. Wieder in Moskau übernahm er im Januar 1980 den Posten des Chefs der Politischen Verwaltung der Sowjetischen Marine. Ab 1981 war er im Rang eines Admirals 1. Stellvertreter des Chefs der Politischen Hauptverwaltung der Sowjetischen Armee und Marine. 1989 wurde er zum Flottenadmiral ernannt und arbeitete als Inspekteur in der Gruppe der Generalinspekteure des Verteidigungsministeriums der UdSSR. Er war Abgeordneter des Obersten Sowjets der UdSSR und der RSFSR. Gegen Ende des Jahres 1999 wurde er zum Vorsitzenden des Koordinierungsrates der Veteranen-Gemeinschaftsorganisation der GUS gewählt.
Sorokin lebte in Moskau. Sein Sohn, Viktor Alexejewitsch (* 1948), absolvierte das Moskauer Energetische Institut und die Militär-Diplomatische Akademie und ist Kapitän zur See der Reserve. Seine Tochter, Olga Alexejewna (* 1953), studierte am Institut für Geschichte und Archivistik und ist Kandidatin der philosophischen Wissenschaften.

## Auszeichnungen
- Leninorden
- Orden der Oktoberrevolution
- Orden des Vaterländischen Krieges 1. Klasse (2×)
- Orden des Vaterländischen Krieges 2. Klasse
- Orden des Roten Banners der Arbeit
- Orden des Roten Sterns (2×)
- Orden „Für den Dienst am Vaterland in den Streitkräften der UdSSR“ 3. Klasse
- weitere Medaillen der UdSSR, Russlands und anderer Länder